# Catochrysops lithargyria
Catochrysops lithargyria is een vlinder uit de familie van de Lycaenidae. De wetenschappelijke naam van de soort is voor het eerst gepubliceerd in 1877 door Frederic Moore.
De soort komt voor in Sri Lanka.